# Sneeuwruimen

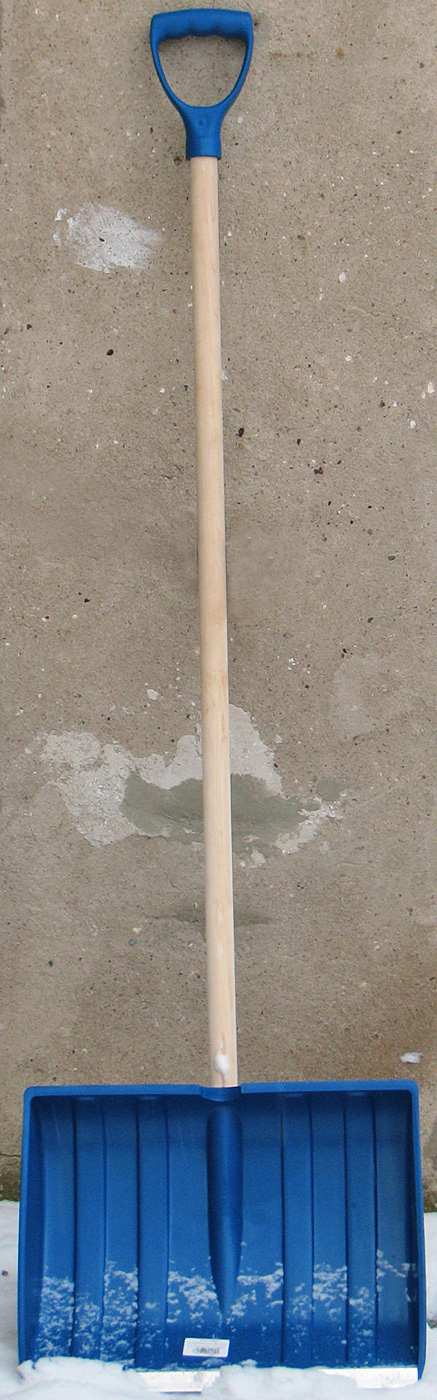
Een schep om sneeuw mee te ruimen

Sneeuwruimen is het opruimen of aan de kant vegen van sneeuw. Dat kan gebeuren met een voertuig, voorzien van een sneeuwschuiver, of handmatig met een schep, dan wel met een speciale sneeuwschep. Soms wordt er zout gestrooid, zodat de sneeuw smelt.
Voor 2007 waren burgers in Nederland doorgaans verplicht hun eigen stoep sneeuwvrij te houden op grond van de door de gemeente vastgestelde Algemene Plaatselijke Verordening (APV). Deze bepaling bleek echter niet te handhaven en is daarom door de Vereniging Nederlandse Gemeenten geschrapt uit de model-APV. In de meeste gemeenten staat die bepaling daarom ook niet meer in de APV.
De meeste Belgische gemeenten verplichten hun inwoners bij politiereglement het voetpad voor hun deur sneeuwvrij te maken. Wie dat niet doet, riskeert een geldboete tot 350 euro en vooral ook burgerlijke aansprakelijkheid als een voorbijganger het evenwicht zou verliezen en schade oplopen. Het is een inspanningsverplichting, binnen een redelijke termijn moet een strook vrijgemaakt worden, wel over de gehele lengte van het eigendom. Bewoners die fysiek niet in staat zijn het voetpad vrij te maken kunnen zich richten tot buren of de gemeente.  In appartementsgebouwen wordt in het huisreglement vastgelegd wie verantwoordelijk is voor het sneeuwvrij maken, dit kan de syndicus zijn, bewoners van het gelijkvloers of wie hiervoor aangeduid wordt.

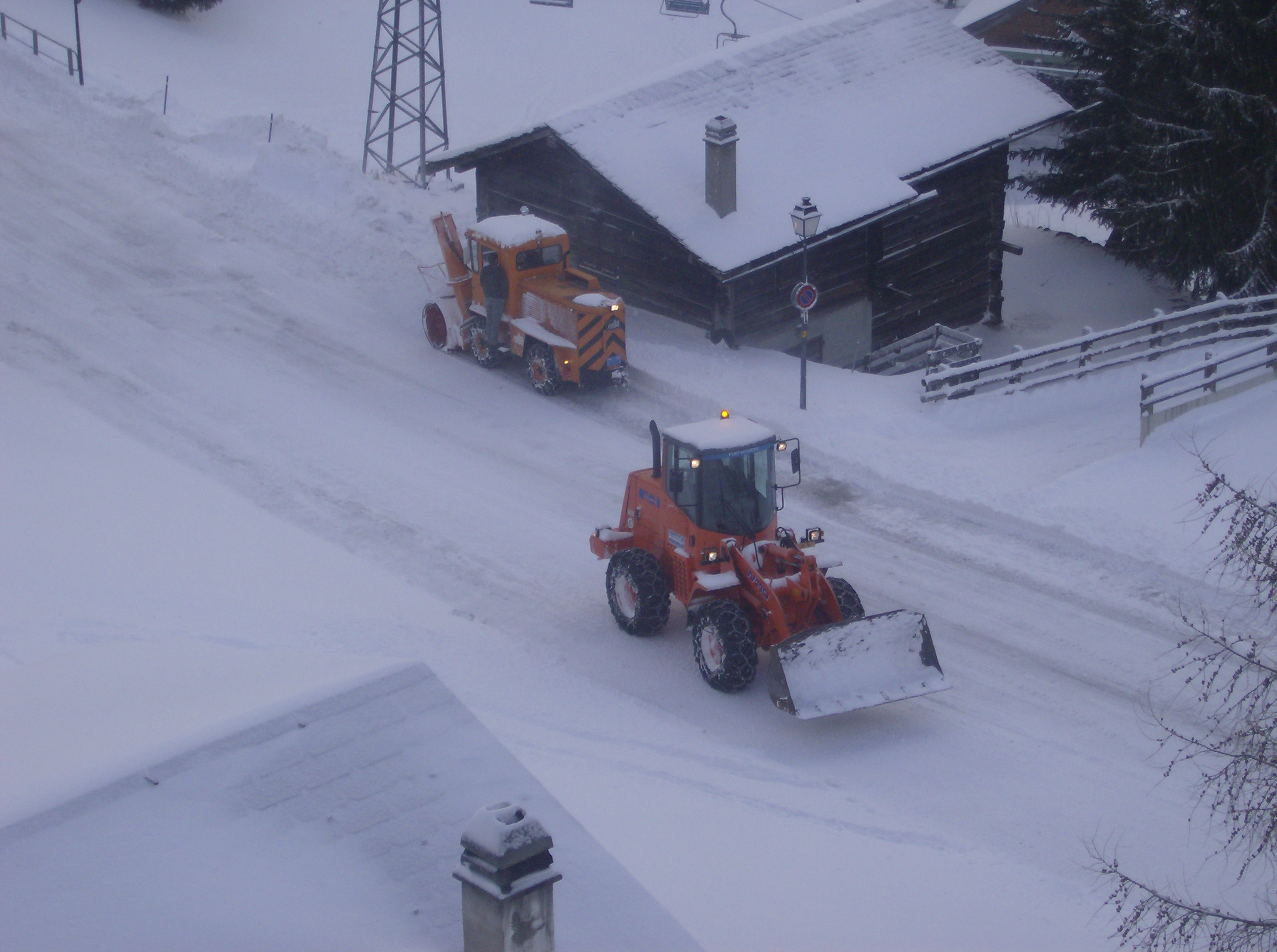
Twee sneeuwruimers in Wallis (Zwitserland)